# Ред-Гук (Нью-Йорк)
Ред-Гук (англ. Red Hook) — місто (англ. town) в США, в окрузі Дачесс штату Нью-Йорк. Населення — 9953 особи (2020).

## Демографія
Згідно з переписом 2010 року, у місті мешкало 11 319 осіб у 3942 домогосподарствах у складі 2567 родин. Було 4384 помешкання
Расовий склад населення:
| - 92,0 % — білих - 2,4 % — азіатів - 1,9 % — чорних або афроамериканців - 0,2 % — корінних американців - 1,6 % — осіб інших рас |

До двох чи більше рас належало 1,8 %. Частка іспаномовних становила 4,9 % від усіх жителів.
За віковим діапазоном населення розподілялося таким чином: 19,7 % — особи молодші 18 років, 66,9 % — особи у віці 18—64 років, 13,4 % — особи у віці 65 років та старші. Медіана віку мешканця становила 37,1 року. На 100 осіб жіночої статі у місті припадало 94,5 чоловіків;  на 100 жінок у віці від 18 років та старших — 91,6 чоловіків також старших 18 років.
Середній дохід на одне домашнє господарство  становив 94 981 долар США (медіана — 75 963), а середній дохід на одну сім'ю — 112 649 доларів (медіана — 92 050). Медіана доходів становила 61 910 доларів для чоловіків та 52 500 доларів для жінок. За межею бідності перебувало 10,1 % осіб, у тому числі 3,3 % дітей у віці до 18 років та 9,3 % осіб у віці 65 років та старших.
Цивільне працевлаштоване населення становило 5685 осіб. Основні галузі зайнятості: освіта, охорона здоров'я та соціальна допомога — 38,3 %, мистецтво, розваги та відпочинок — 11,5 %, науковці, спеціалісти, менеджери — 11,3 %.